# Lars Green
Lars-Eric Sture Green, född 30 november 1944 i Johannes församling i Stockholm, är en svensk skådespelare.

## Biografi
Green är född och uppväxt på Södermalm i Stockholm där han i unga år spelade juniorishockey i Hornstull. Han är utbildad vid scenskolan i Göteborg 1964–1967 och var engagerad vid Göteborgs Stadsteater fram till 1970. Sitt genombrott som skådespelare fick han i Mäster Olof 1969. Efter några år vid Riksteatern återkom han till stadsteatern i Göteborg 1973–1979. Från 1984 har han varit verksam vid Stockholms Stadsteater där han setts i produktioner som bland andra Hamlet, Katt på hett plåttak, Stormen och En handelsresandes död.
Green har spelat en mängd skiftande karaktärer på film och i TV. Här kan nämnas bland andra prästen Karl Artur Ekenstedt i Charlotte Löwensköld 1979, författaren Alf Iversen i Trenter-serien Träff i helfigur 1987, journalisten i Den vite riddaren 1994 och som marinofficer i Skeppsholmen 2002. Han är mest känd för rollen som Per Löfgren i den populära TV-serien Hem till byn som producerades i åtta omgångar från 1971 till 2006.
Lars Green är son till jazzmusikern Sture Green. Han har varit gift två gånger, första gången 1970–1977 med skådespelaren Pia Green.

## Filmografi
- 1969 – Friställd (TV-serie)
- 1970 – Jänken
- 1970 – Tretton dagar (TV-serie)
- 1971 – Hem till byn (TV-serie)
- 1976 – A.P. Rosell, bankdirektör (TV-serie)
- 1977 – Ärliga blå ögon (TV-serie)
- 1979 – Charlotte Löwensköld
- 1980 – Modet att döda
- 1981 – Missförståndet
- 1982 – Time Out (TV-serie)
- 1982 – Ringlek (TV-serie)
- 1982 – Pelikanen
- 1982 – Kamraterna
- 1983 – Mäster Olof (TV-serie)
- 1985 – August Strindberg ett liv
- 1986 – Demoner
- 1987 – Träff i helfigur (TV-serie)
- 1988 – Det första äventyret
- 1989 – Glenn och Gloria
- 1989 – Täcknamn Coq Rouge
- 1989 – Tre kärlekar (TV-serie)
- 1991 – Rosenbaum (TV-serie)
- 1991 – Susan Brinkui arirang
- 1991 – Facklorna
- 1992 – Svart Lucia
- 1994 – Den vite riddaren (TV-serie)
- 1994 – Rapport till himlen (TV-serie)
- 1994 – Frihetens skugga (TV-serie)
- 1995 – Jeppe på berget
- 1995 – Slottet (kortfilm)
- 1999 – Rackelhane
- 1999 – Namnet (kortfilm)
- 2000 – Det grovmaskiga nätet
- 2002 – Skeppsholmen (TV-serie)
- 2007 – August (TV-serie)
- 2009 – Hemligheten
- 2012 – Call Girl
- 2013 – Inkognito (TV-serie)
- 2014 – Gentlemen
- 2016 – Gentlemen & Gangsters (TV-serie)

## Teater

### Roller (ej komplett)
| År   | Roll                 | Produktion                          | Regi             | Teater                 |
| ---- | -------------------- | ----------------------------------- | ---------------- | ---------------------- |
| 1980 | Wilson               | Terra Nova Ted Tally                | Fred Hjelm       | Stockholms stadsteater |
| 1985 | Paolo, betjänt       | Sommarnöjet Carlo Goldoni           | Göran O Eriksson | Stockholms stadsteater |
| 1987 | Slim                 | Möss och människor John Steinbeck   | Fred Hjelm       | Stockholms stadsteater |
| 1992 | Doktor Mauer, läkare | Landet utan gräns Arthur Schnitzler | Jan Håkanson     | Stockholms stadsteater |
| 2002 | Alfieri              | Utsikt från en bro Arthur Miller    | Carl Kjellgren   | Stockholms stadsteater |
| 2004 | Anden                | Hamlet William Shakespeare          | Philip Zandén    | Stockholms stadsteater |
| 2006 | Dr Wangel            | Frun från havet Henrik Ibsen        | Sara Cronberg    | Stockholms stadsteater |